# Editto di Roussillon

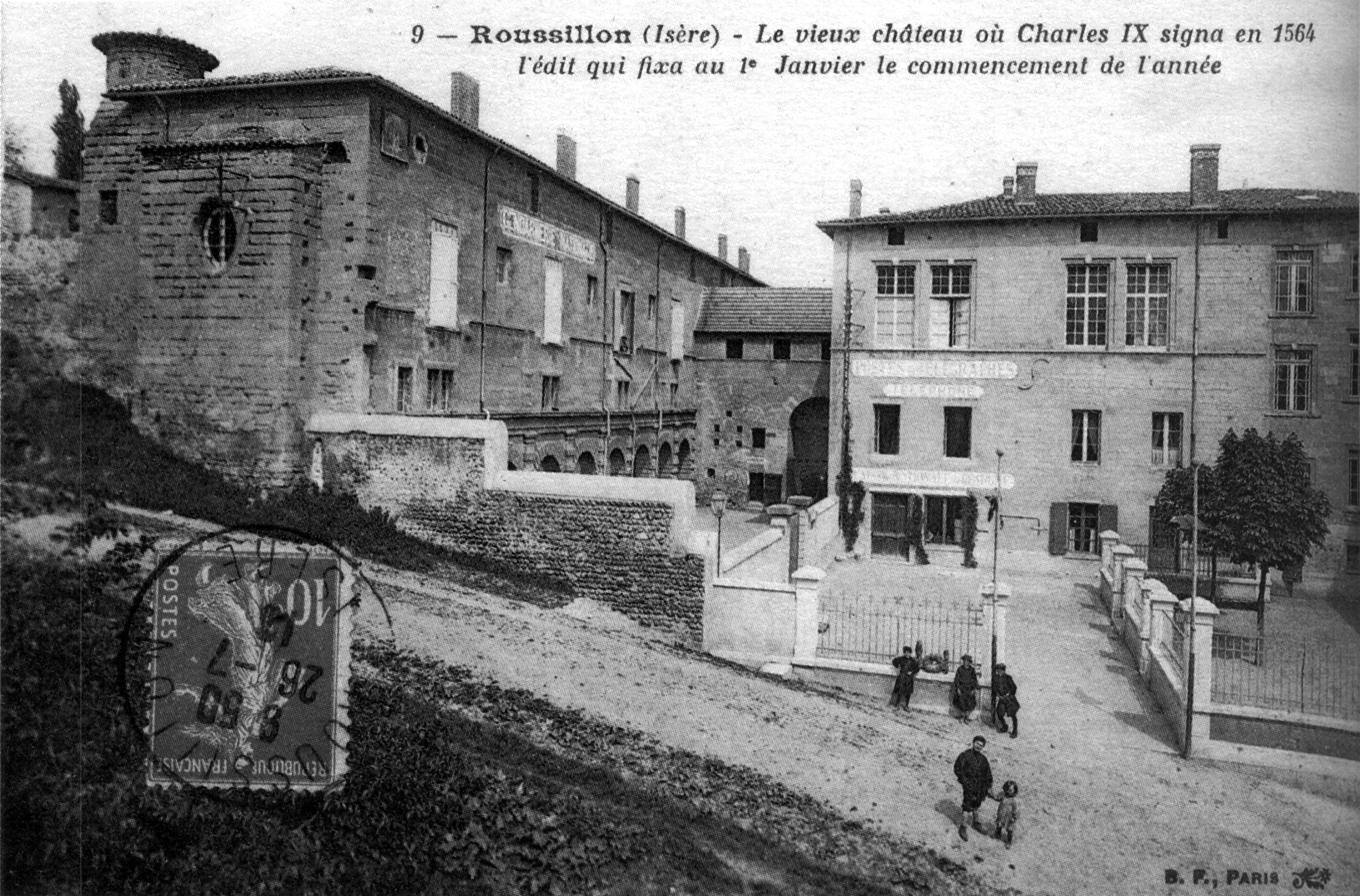
Il vecchio castello ove Carlo IX firmò nel 1564 l'editto che fissava al 1º gennaio l'inizio dell'anno (cartolina del 1913)

L'editto di Roussillon fu un editto del 1564 che stabilì in Francia l'inizio dell'anno il 1º gennaio.
In occasione del Grand Tour della Francia da parte di Carlo IX, organizzato dalla madre Caterina de' Medici, il giovane re di Francia constatò che, a seconda delle diocesi, l'anno aveva inizio a Natale, oppure il 25 marzo (a Vienne, per esempio), oppure il 1º marzo o ancora a Pasqua, il che provocava confusione.
Al fine di uniformare l'inizio d'anno in tutto il regno, Carlo IX confermò l'articolo 39 dell'editto di Saint-Germain, emesso a Parigi all'inizio di gennaio 1563 (editto che prescriveva già la datazione degli atti pubblici facendo iniziare gli anni il 1º gennaio), atto legislativo che egli promulgò a Roussillon il 9 agosto 1564. La misura non fu applicata che il 1º gennaio 1567. L'imperatore germanico Carlo V aveva già fissato l'inizio dell'anno il 1º gennaio per i suoi territori qualche decennio prima, ma fu papa Gregorio XIII che, nel 1582, generalizzò questa misura all'insieme del mondo cattolico, nel medesimo tempo della riforma che istituiva il calendario gregoriano, per semplificare quello delle feste religiose.

## Denominazione
L'editto di Parigi, datato gennaio 1563, è il documento originale che stabilisce la data di cambiamento dell'anno. La dichiarazione di Roussillon, datata dal 9 agosto 1564 non fa che confermare il precedente editto.
Blanchard, nella sua compilazione, spiega così l'errore: «Quest'editto è volgarmente detto l'Editto di Roussillon, benché sia datato a Parigi, ma ciò perché esso fu registrato il 22 dicembre 1564 con una dichiarazione datata a Roussillon il 9 agosto 1564».
Per Alexandre Lenoble, vice-presidente dell'École nationale des chartes, il documento dovrebbe essere chiamato editto di Parigi, ed è Pierre Néron, giureconsulto e co-autore negli anni 1620 d'un Recueil d'edittes et d'ordonnances royaux, che è responsabile della confusione:
((FR) Alexandre Lenoble, Note sur l'editto de Paris de 1563, in Bibliothèque de l'école des chartes, n. 1, École nationale des chartes, 1841,  pp. 286-288, ISSN 0373-6237..)

## Gli articoli
L'editto preparato dal cancelliere Michel de l'Hôspital e dal ministro Sébastien de L'Aubespine è registrato sotto il titolo generale Edict et ordonnance du Roy, pour le bien et règlement de la Justice et Police de son Royaume (Editto e ordinanza del Re, per il bene e regolamento della Giustizia e Polizia del suo Regno). I 39 articoli che lo compongono concernono la giustizia, eccetto i quattro ultimi, aggiunti durante il soggiorno del re a Roussillon.
L'editto è seguito nel Recueil da La Déclaration sur l'Edict de Roussillon (La Dichiarazione sull'Editto di Rousillon), che precisa e commenta gli articoli numero 1, 2, 3, 4, 5, 12, 13 e 29.

### Elenco degli articoli
- I. De libeller les adiournements
- II. Après la contestation, le juge appointant et prononçant doit simul & semel & praeferre tous les délais pour instruire et procéder par les parties
- III. Pour l'appel des forclusions ou de refus d'autre delay on ne doit laisser de passer outre
- IV. Injonction d'observer le règlement porté és deux articles précédents
- V. Bailler copie de sa prétention, demande ou défense
- VI. De répondre catégoriquement en personne et par sa bouche sur articles et faits pertinents qu'on se voudra l'un l’autre faire interroger
- VII. Procureur en la cause l'est aussi en l'instance d'exécution d'Arrêt ou Sentence
- VIII. Contre ceux qui nient leur seing apposé en leurs promesses
- IX. Pendant le débat de la suffisance de caution, faut toujours consigner
- X. Tous juges compétents pour la reconnaissance des cedules, si les personnes sont sur les lieux et la provision est jugée par les juges royaux
- XI. Pour se pourvoir par le vassal contre le Seigneur saisissant son fief
- XII. Récusants de juges doivent dans trois jours nommer témoins
- XIII. L’amende portée en l’article précédent quand on
- XIV. En récusant une Cour souveraine, faut rapporter déclaration qu’après les récusés le reste n’est nombre pour juger
- XV. Discontinuation d’instance pour trois ans
- XVI. On ne se peut porter héritier par bénéfice d'inventaire des Financiers décédés en charge
- XVII. Limitation point observée de la dot des filles n’excédant dix mille livres
- XVIII. Appelant de prise de corps se doit rendre en état et tout décret de prise de corps se peut exécuter nonobstant
- XIX. Le lieu du délit rend compétent le juge dudit lieu
- XX. Fruits des biens de contumax ne comparant dans l’an après la saisie de leurs biens sont perdus pour eux
- XXI. Il faut être du moins sous-diacre pour demander son renvoi devant le juge d’Église
- XXII. Des juges non Royaux ressortissants nuëment à la Cour
- XXIII. Défense de modérer les amendes
- XXIV. En même ville ou lieu n’y doit avoir qu’un degré de juridiction de première instance
- XXV. Règlement quand en un même lieu il y a justice du Roy et de quelque autre Seigneur
- XXVI. Même règlement que dessus entre deux conseigneurs d’une même justice
- XXVII. Hauts justiciers amendables pour le mal-jugé de leurs officiers
- XXVIII. Tous Sergents doivent sur peine savoir au moins écrire leur nom
- XXIX. Résidence des ministres de justice et révocation d’autres pouvoirs et privilèges
- XXX. Tous procès doivent être jugés à l’ordinaire, non extraordinairement par Commissaires
- XXXI. Défense aux Présidiaux de rien prendre, pour avoir assisté aux jugements des procès
- XXXII. Tous officiers allant en commission ne se doivent laisser défrayer par les parties
- XXXIII. Pour arrêts donnés sur requêtes, n’y a espèces
- XXXIV. Greffiers tenus de coter la taxe des espèces et de leur salaire au pied des jugements
- XXXV. Vérification des Cours en langage Français (et non en Latin)
- XXXVI. Injonction d’observer toutes autres ordonnances, auxquelles n’est dérogé par ceux-ci
- XXXVII. Banquets prohibés pour degrés en quelque art ou faculté que ce soit
- XXXVIII. Etrangers tenant banque en France tenus bailler caution et la renouveler de cinq en cinq ans
- XXXIX. L'année commence le 1er jour de janvier et ainsi se doit compter en tous actes et écritures»

(L'elenco di cui sopra proviene da Gallica. I riassunti degli articoli posti a margine dell'opera sono trascritti, talvolta leggermente abbreviati, per dare un prospetto dei temi ricoperti dall'editto.)

### Articolo 39
L'articolo 39 annuncia che l'anno comincerà ormai il 1º gennaio (corrispondente alla festa della Circoncisione di Gesù):
Donné à Roussillon, le neufiesme jour d'aoust, l'an de grace
mil cinq cens soixante-quatre. Et de notre règne de quatriesme.
Ainsi signé le Roy en son Conseil»
editti, tanto patenti che missive, e tutte le scritture private, l'anno inizi da ora in avanti
e sia contato dal primo giorno di questo mese di gennaio
Dato a Roussillon, il nono giorno di agosto, nell'anno di grazia
mille cinque cento sessantaquattro. E di nostro regno il quarto.
Così firmato dal Re nel suo Consiglio.»
(Firmato Sébastien de l'Aubespine'.)
Caterina de' Medici, che stava fuggendo la peste dichiarata a Lione, aveva allora trovato rifugio, con il figlio Carlo IX e una parte della corte, nel castello di Roussillon, che era stato proprietà del cardinale François de Tournon (1489-1562), dove ella soggiornò dal 17 luglio al 15 agosto 1564. Fu durante questo soggiorno che Carlo IX firmò il famoso editto. Esso non fu applicato che parzialmente: 
()
Al suo rientro a Parigi, il Re rinnovò il suo editto (dichiarazione del 10 luglio 1566, registrata il 23), ed esso entrò pienamente in vigore all'inizio dell'anno successivo (1567), cioè quattro anni dopo la sua promulgazione.

## Antico e nuovo stile
I redattori degli atti successivi al 1566 presero l'abitudine, quando scrivevano una data compresa tra gennaio e aprile, di precisare (dopo l'anno) che essi utilizzavano il "nuovo stile". Lo stesso per gli storici, tutti gli anni "moderni" iniziano ormai con il primo gennaio, ma prima del 1567, il periodo di inizio dell'anno (cioè, compreso tra il primo gennaio e la data di Pasqua) riceve retroattivamente una data posteriore di un anno a quella scritta negli atti originali, di qui la necessità di precisare "antico stile" quando citano la data originale, o "nuovo stile" per la data corretta. Così il re Francesco I è morto il giovedì 31 marzo 1547 (nuovo stile), prima della domenica delle Palme, ma per i suoi contemporanei egli è morto nel 1546 (antico stile), la domenica di Pasqua e il cambio di anno non intervenenti in quell'anno che il 10 aprile. Questo "antico stile", che accompagna un anno, non deve essere confuso con quello con il quale si indicherà il calendario giuliano in rapporto al nuovo calendario gregoriano, adottato nel 1582, e che è un ritardo da 10 a 13 giorni sul calendario attuale.